# امامزاده شاه یحیی
امامزاده شاه یحیی مربوط به دوره ایلخانی - دوره صفوی است و در نراق، حاشیه غربی شهر واقع شده و این اثر در تاریخ ۲۵ اسفند ۱۳۷۹ با شمارهٔ ثبت ۳۵۳۰ به‌عنوان یکی از آثار ملی ایران به ثبت رسیده است.